# Redação
Redação (AO 1945: redacção) é o processo de redigir (escrever) um texto. É uma atividade presente na cultura civilizada desde a invenção da escrita, e atualmente considerada um campo profissional e artístico na literatura, na produção de roteiros, na elaboração de relatórios e documentos, na publicidade e no jornalismo, entre diversas outras áreas. Por extensão, redação também é o termo usado no jargão jornalístico brasileiro para o ambiente de trabalho dos jornalistas de um veículo (jornal, revista, rádio e televisão).

## Redação jornalística

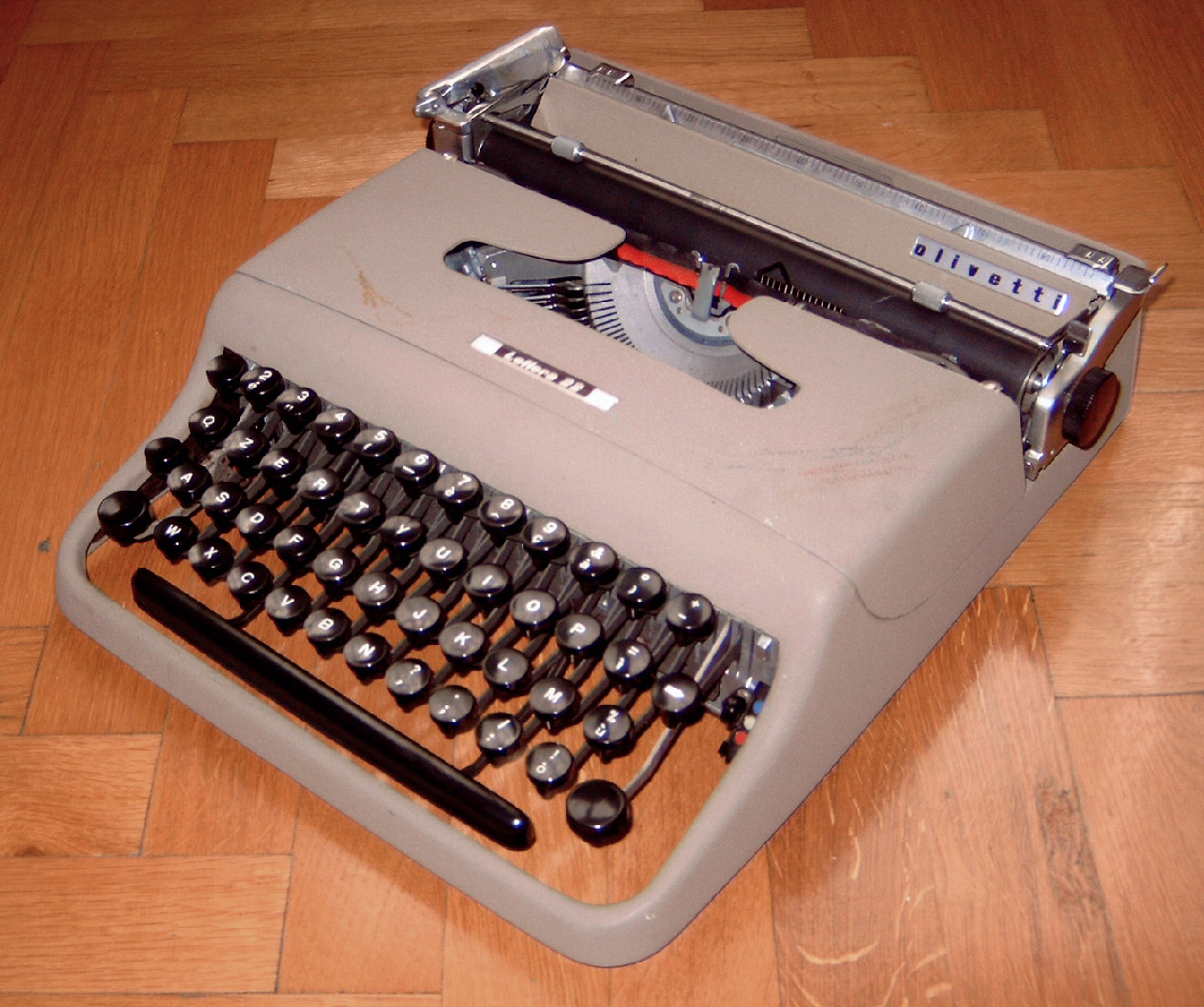
Máquinas de escrever como esta Olivetti eram as ferramentas mais usadas pelos jornalistas até o fim da década de 1980.

Em jornalismo, redação significa a etapa de construção da notícia na qual o texto final é escrito a partir dos dados obtidos na apuração ou reportagem. O profissional especializado neste processo é chamado de Redator e o produto de seu trabalho geralmente são matérias.
A redação jornalística começa a partir do clímax, da informação mais relevante na narrativa. As primeiras palavras do texto de uma matéria (primeira frase e, às vezes, segunda frase) contêm os dados principais (o fato, os personagens, o local, o dia e o horário, as causas) e são chamadas de lide ou lead, termo em inglês que significa, ou "o que vai na frente". O lide-sumário é o primeiro parágrafo de uma reportagem e deve resumir a notícia.
O conjunto de procedimentos técnicos utilizados para a redação jornalística é chamado de técnica de redação.
Concretamente, o que se chama de uma redação no jargão é um ambiente de trabalho. É o local onde trabalham jornalistas, repórteres, editores, produtores e outros profissionais relacionados à edição de notícias para publicações em jornais e revistas ou transmissão em televisão ou rádio.
Em redações televisivas, é comum encontrar uma ou mais bancadas de onde são apresentados os telejornais. Quando é o caso, quase sempre a redação é exibida ao fundo dos apresentadores, compondo o cenário do telejornal. Porém, isto não é uma regra. Entre os telejornais brasileiros que têm a redação ao fundo, podemos destacar o Jornal Nacional, Jornal da Band e o Jornal da Record, noticiários principais de três das maiores emissoras de televisão do Brasil.

## Redação publicitária
Em publicidade e propaganda, redação significa, na sua definição mais restrita, a elaboração criativa de peças publicitárias, a partir de apelo textual persuasivo. É comum nas agências de propaganda o modelo de criação publicitária chamado duplas de criação (Redator e Diretor de Arte). A cargo do primeiro fica a criação de chamadas ou títulos e textos; complementos de peças impressas, imagens, roteiros para rádio, televisão ou cinema. A cargo do segundo, fica a melhor apresentação do roteiro criado, utilizando todos os mecanismos que nos fazem "sentir", "absorver", degustar a redação. A função do Redator e do Diretor de Arte, é mais ampla como profissionais criativos, elaboram peças publicitárias completas em sua diversas aplicações: anúncios, textos, spots de rádio e jingles, filmes, peças para internet, ações de marketing entre muitas outras.

## Redação colegial
No ensino colegial e nos vestibulares (exames de ingresso universitário) do Brasil, o termo redação é aplicado a ensaios dissertativos, geralmente argumentativos, curtos (no máximo uma página) exigidos para avaliação da habilidade verbal escrita dos estudantes. Redações são muito comuns nas aulas de Português e Literatura.
No currículo escolar, existem três modos básicos de redação: descrever, narrar, dissertar.
A descrição é uma caracterização: o redator apresenta características de alguma coisa: de uma pessoa, de um objeto, de uma paisagem, de um bicho, de uma planta, de um ser imaginário etc. - características percebidas que, com o texto, levam o leitor a perceber. A redação descritiva trabalha com a capacidade de percepção humana, enquanto sujeitos ao contato sensível com o mundo.
A descrição deve, pois, ir além do simples retrato: deve transmitir ao leitor uma visão pessoal ou uma interpretação do autor acerca daquilo que descreve, de modo a, por meio dos sentidos, nos transmitir uma imagem singular, original e criativa. Mesmo que, salvo a técnica ou científica, toda descrição revela, em maior ou menor grau, a impressão do autor sobre aquilo que descreve.
Tradicionalmente, as descrições são classificadas pelo assunto que abordam. Nessa classificação, dois tipos se destacam: a descrição geográfica e o retrato. A descrição geográfica trata da aparência das coisas não humanas tal qual se dão à percepção. O retrato trata das aparências do ser humano, enquanto indivíduo ou tipo, tanto físicas como de caráter e ideologia.
- Descrição objetiva: quando o objeto, o ser, a cena, a passagem são apresentadas como realmente são, concretamente;
- Descrição subjetiva: quando há maior participação da emoção, ou seja, quando o objeto, o ser, a cena, a paisagem são transfigurados pela emoção de quem escreve.

Enquanto na descrição predominam os substantivos e adjetivos, a narração enfatiza o verbo, pois sua função é contar, relatar um fato ocorrido, presente ou por acontecer. A narrativa é uma descrição abstrata e complexa que substitui o objeto estático pela dinâmica do acontecimento. Na narrativa, o objeto deixa de ser concreto e único para se transformar na relação factual entre sujeito e predicado.
A dissertação por sua vez, atinge uma complexidade lógica ainda maior, pois seu foco abandona o mundo concreto para se concentrar no plano dos significados. Nesse peculiar, a dissertação expressa uma opinião, um ponto de vista, também chamado tese, um julgamento sobre o objeto descrito ou sobre o fato narrado. Não se passa a dissertação no mundo extenso, mas no foro íntimo do sujeito, a dissertação interpreta a realidade. A dissertação é o modelo de redação mais cobrado em provas de vestibulares no Brasil, sendo referenciada como redação dissertativa (ou texto dissertativo). A saber, os tipos mais comuns de dissertação escolar são:

### Dissertação expositiva
Esse texto apresenta um saber já construído e legitimado, ou um saber teórico. Com isso, apenas se expõem informações sobre assuntos, informa-se, reflete-se, explica-se e avalia-se uma ideia de modo objetivo. Nessas circunstâncias, o texto expositivo apenas exibe pensamentos, juízos ou teses sobre um determinado assunto, uma vez que sua principal intenção é informar, esclarecer. 

Exemplo:
Émile Durkheim considera o suicídio como fato social, quando esse ocorre em conjunto, em uma determinada sociedade e em um certo período. Em sua obra intitulada "O Suicídio", o filósofo conceitua três tipos desse ato: o egoísta, o anômico e o altruísta. Nessas ocorrências, a sociedade exerce uma importante influência na vida de um indivíduo, pois Durkheim considera que a causa do suicídio estaria na ausência de atos da sociedade sobre os diferentes indivíduos.

### Dissertação argumentativa
Um texto dissertativo-argumentativo faz a defesa de ideias ou de um ponto de vista do autor. O texto, além de explicar, também busca convencer o leitor, objetivando induzi-lo a algo. Essa modalidade textual caracteriza-se pela progressão lógica de ideias e, geralmente, utiliza linguagem denotativa. É tipo predominante em: sermão, ensaio, monografia, dissertação, tese, manifesto, crítica, editorial de jornais e revistas.

Exemplo:
Em análise ao tema proposto, a “Educação Bancária”, termo utilizado por Paulo Freire para tipificar e denegrir o ensino alienador contemporâneo, é um sistema exaurido, demorado e pérfido que causa um desincentivo aos alunos, de maneira a prejudicar, sobretudo, a sociedade, já que essa metodologia inadmissível fomenta a manutenção da estratificação das classes sociais. No que concerne a esse contexto, é preciso sobrelevar a obra “Educação para quem?”, de Adorno e Horkheimer, uma vez que essa literatura é fundamental para a compreensão dos resultados ruins de um ensino alienador cujo objetivo é formar indivíduos passivos e acríticos. Em síntese, é nítido que a escolarização é um meio relevante para a formação de uma população ativa e crítica, minimizando a incidência de sensos comuns e, por conseguinte, de inconscientes coletivos que podem ocasionar flagelos, como a intolerância.

### Componentes estruturais
Essa modalidade de texto pode se estruturar em 4 ou 5 parágrafos, distribuídos de acordo com a forma aristotélica clássica: introdução (1 parágrafo), desenvolvimento (2 ou 3 parágrafos) e conclusão (1 parágrafo), atentando para que a sequência argumentativa esteja notoriamente marcada nos parágrafos de desenvolvimento, como disposto abaixo:
Introdução/Proposição: apresenta-se tema e tese;
Desenvolvimento: argumentação em defesa de um ponto de vista já exposto;
Conclusão: fechamento do texto por meio da reafirmação da tese, do resumo das opiniões, dos objetivos a serem alcançados, da lógica a que se chega ou possível solução.
Como visto na estruturação acima, o texto dissertativo é fragmentado em unidades menores que mantêm estreita relação entre si, ou seja, embora haja um fracionamento da redação, os componentes desta, quando lidos sinergicamente, se encaixarão como peças de um quebra-cabeça, o que configura progressão, encadeamento e unidade da ideia-base extraída do tema.

### No Exame Nacional do Ensino Médio
Conforme (BRASIL, 2005), o Exame Nacional do Ensino Médio - ENEM, criado em 1998 pelo Ministério da Educação - MEC, tem como objetivo avaliar a capacidade de o aluno, ao fim de sua formação básica, desenvolver competências e habilidades diante de situações-problema distribuídas em quatro áreas do saber – Linguagens, Matemática, Natureza e Humanas – e a prova de Redação. Após algumas mudanças pedagógicas e políticas, o ENEM se transformou, a partir de 2009, no principal meio de acesso às universidades públicas, aspecto que o torna protagonista nos exames vestibulares brasileiros, e, dentre as suas áreas, a produção textual é parte imprescindível para que o estudante logre êxito em tal avaliação. 
Nesse particular, a prova de redação do ENEM solicita que o candidato escreva um texto em prosa, o qual atenda ao tipo dissertativo-argumentativo, a partir de um tema, a ser entendido como uma situação-problema, determinado por eixos temáticos de ordem social, política, científica ou cultural. Por se tratar de um texto argumentativo, o produtor deve defender uma tese, um juízo de valor acerca de um tema proposto pela banca da prova, enriquecido e fortalecido por argumentos e justificativas plausíveis dispostos estruturalmente de forma coesa e coerente, a fim de promover textualidade aos enunciados. Ademais, destaca-se, ainda, a importância do uso da modalidade escrita formal da Língua Portuguesa e, por fim, há, também, a necessidade de se elaborar uma proposta de intervenção de ordem social para a situação-problema presente na discussão do tema proposto, como no esquema abaixo:
1. Apresentação do tema;
2. Exposição da tese;
3. Defesa da tese por meio de argumentação consistente;
4. Sugestão de uma proposta de intervenção.[3]

#### Competências e critérios de correção
Na prova de redação do ENEM, o corretor avalia o texto por meio de análise de 05 (cinco) competências as quais são uma espécie de critério de correção usado pelo MEC para aferir a nota do candidato participante. Nesse sentido, é relevante o conhecimento do aluno sobre esse recurso, uma vez que, ao se reconhecerem os critérios ou as competências, se torna mais fácil a conquista da nota máxima. A saber, o texto do aluno é corrigido por dois corretores treinados pelo MEC, podendo passar por uma terceira correção caso haja discrepância de mais de 100 pontos entre as duas primeiras correções. Para que a nota seja atribuída ao texto, as competências estão ranqueadas em 06 (seis) níveis, os quais variam entre 0 e 200 pontos, podendo o texto chegar à nota máxima de 1 000 (mil) pontos.
Descrição das competências:
- Competência 1: Demonstrar domínio da modalidade escrita formal da Língua Portuguesa;
- Competência 2: Compreender a proposta de redação e aplicar conceitos das várias áreas de conhecimento para desenvolver o tema, dentro dos limites estruturais do texto dissertativo-argumentativo em prosa;
- Competência 3: Selecionar, relacionar, organizar e interpretar informações, fatos, opiniões e argumentos em defesa de um ponto de vista;
- Competência 4: Demonstrar conhecimento dos mecanismos linguísticos necessários para a construção da argumentação;
- Competência 5: Elaborar proposta de intervenção para o problema abordado, respeitando os direitos humanos.[3]

#### Propostas de redação estilo ENEM e seus constituintes
A proposta de redação ENEM é organizada em três componentes bem definidos, as orientações específicas, os textos motivadores e o cabeçalho da proposta. Com isso, percebe-se a existência de comandos preestabelecidos que norteiam o candidato participante a produzir o texto, ou seja, é como se a banca elaboradora do exame ganhasse voz por meio da proposta e determinasse, mediante essas injunções, o comportamento que o elaborador do texto desempenhará. Infere-se, desse modo, que a proposta é o primeiro canal de comunicação entre a banca e o participante, sendo este passível de punição por aquela caso não seja executado o que lhe foi determinado.  Para uma melhor compreensão, observe isoladamente tais componentes:
- Orientações Específicas: embora sejam desprezadas pela maior parte dos candidatos participantes, essas orientações são comandos importantes, pois, se um desses for descumprido, haverá sanções disciplinares ao texto. Portanto, é significativa a leitura desse componente para a melhor produção do texto.

Exemplo:
Instruções
- O rascunho da redação deve ser feito no espaço apropriado.
- O texto definitivo deve ser escrito, à tinta, na folha própria, em até 30 linhas.
- A redação que apresentar cópia dos textos da Proposta de Redação ou do Caderno de Questões terá o número de linhas copiadas desconsiderado para efeito de correção.

Receberá nota zero, em qualquer das situações expressas a seguir, a redação que
- tiver até 7 (sete) linhas escritas, sendo considerada “insuficiente”.
- fugir ao tema ou que não atender ao tipo dissertativo-argumentativo.
- apresentar proposta de intervenção que desrespeite os direitos humanos.
- apresentar parte do texto deliberadamente desconectada com o tema proposto.
- Textos Motivadores: trata-se da coletânea, composta de 3 ou 4 excertos, contextualizada à proposta e selecionada pela banca examinadora a fim de que o candidato participante leia e encontre uma espécie de “norte”, ou seja, esses textos são as informações preliminares e básicas as quais podem servir de motivação inicial para a produção da redação do participante do exame. Cada texto motivador traz consigo uma ideia a ser interpretada e usada pelo elaborador em seu projeto redativo, porém, por estarem conectados à proposta como um todo, a coletânea não pode ser copiada ou usada como argumento principal da redação, pois essa ação configura nível 2 na segunda competência. Além disso, a cópia fiel do texto motivador é condição precípua para a redação receber nota zero.
- Cabeçalho: nessa parte, o candidato participante irá deparar com as competências, o tipo de texto exigido e o tema a ser desenvolvido, o qual geralmente vem destacado em negrito, facilitando a sua identificação. Leia e observe:

A partir da leitura dos textos motivadores seguintes e com base nos conhecimentos construídos ao longo de sua formação, redija um texto dissertativo-argumentativo(C2) em modalidade escrita formal da língua portuguesa(C1) sobre o tema o enfrentamento ao Aedes aegypti é dever de todos os brasileiros(C2), apresentando proposta de intervenção, que respeite os direitos humanos(C5). Selecione, organize e relacione, de forma coerente e coesa(C4), argumentos e fatos para defesa do seu ponto de vista(C3).

## Redator profissional
Os profissionais da escrita que trabalham com redação são denominados redatores, e podem exercer diversas funções, tais como redator de textos técnicos, científicos ou comerciais; escritor de ficção, contista, cronista, ensaísta, fabulista, folclorista, poeta, trovador, letrista de música, libretista, novelista, romancista, prosador, memorialista, biógrafo, enciclopedista, glossarista; dramaturgo; roteirista/argumentista de produtos audiovisuais ou história em quadrinhos; adaptador de obras para rádio, teatro, cinema e televisão; crítico de música, teatro, cinema, dança, artes plásticas, televisão, crítico literário; e ombudsman.
Segundo a Classificação Brasileira de Ocupações organizado pelo Ministério do Trabalho e Emprego do Brasil, esta é a descrição sumária da atividade dos redatores profissionais:
Escrevem textos literários para publicação, representação e outras formas de veiculação e para tanto criam projetos literários, pesquisando temas, elaborando esquemas preliminares. Podem buscar publicação ou encenação da obra literária bem como sua divulgação.